# Pelastoneurus confusibilis
Pelastoneurus confusibilis är en tvåvingeart som beskrevs av Octave Parent 1937. Pelastoneurus confusibilis ingår i släktet Pelastoneurus och familjen styltflugor. Inga underarter finns listade i Catalogue of Life.